# Ливадия (окръг Ларнака)
Вижте пояснителната страница за други значения на Ливадия.
Лива̀дия (на гръцки: Λιβάδια) е град в Кипър, окръг Ларнака. Според статистическата служба на Република Кипър през 2001 г. има 4883 жители.